# Агроэкология
Агроэкология (Сельскохозяйственная экология) — раздел экологии, предметом которого является разработка инструментов, необходимых для получения качественной сельскохозяйственной продукции в условиях индустриального хозяйства, а следовательно, учитывающая сопряженные с ним воздействия на окружающую среду и сообщества живых организмов, такие, как применение химических и биологических удобрений, мелиорация почв, выпас скота и пр.
Данный раздел экологии был сформирован во второй половине XX века, однако ещё в древнем Риме разрабатывались идеи сохранения ресурсов сельского хозяйства (Колумелла, Варрон). Большой вклад в агроэкологию внесли А. Т. Болотов, В. Р. Вильямс, которые писали о необходимости верного соотношения между земледельческими, кормовыми полями и количеством поголовья скота, и о круговороте восполняемых питательных веществ, отвечающих за плодородие почв.
В современном понимании главной задачей агроэкологии является изучение возможного взаимодействия между компонентами почвы, растениями, животными и людьми в целях создания наиболее эффективной аграрной технологии, направленной на сохранение и восстановление экологической среды и обращение вспять процессов деградации агроэкосистем.

## Суть агроэкологического метода
Агроэкология является теоретической основой рационального землепользования, направленного на снижение негативного воздействия сельского хозяйства на экосистемы.
Агроэкологические методы ведения хозяйства подразумевают на начальном этапе максимальное восстановление плодородного слоя почв в рамках имеющихся сельскохозяйственных угодий, без их расширения за счет окружающей природы. В дальнейшем плодородность почв также должна поддерживаться агроэкологическими методами.
Агроэкологические методы ведения сельского хозяйства подразумевают смешанное возделывание сельскохозяйственных культур, взращивание специальных покровных культур, а также чередование использования сельскохозяйственных угодий в качестве пахотных и пастбищных. Согласно агроэкологии, наиболее эффективным методом ведения сельского хозяйства является сочетание растениеводства и животноводства в рамках одного сельского хозяйства или сельскохозяйственного комплекса.
Также важным направлением работы агроэкологов является повышение экологической грамотности фермеров и руководителей сельских хозяйств, организация обучения агроэкологическим методам ведения хозяйства.